# Rötlången
Rötlången är en sjö i Ronneby kommun i Blekinge och ingår i Ronnebyåns huvudavrinningsområde. Sjön har en area på 0,789 kvadratkilometer och ligger 60,2 meter över havet. Sjön avvattnas av vattendraget Ronnebyån.

## Delavrinningsområde
Rötlången ingår i det delavrinningsområde (624300-146730) som SMHI kallar för Utloppet av Rötlången. Medelhöjden är 76 meter över havet och ytan är 7,92 kvadratkilometer. Räknas de 53 avrinningsområdena uppströms in blir den ackumulerade arean 1 054,57 kvadratkilometer. Avrinningsområdets utflöde Ronnebyån mynnar i havet. Avrinningsområdet består mestadels av skog (72 %) och jordbruk (10 %). Avrinningsområdet har 0,78 kvadratkilometer vattenytor vilket ger det en sjöprocent på 9,8 %.